# Аркур, Франсуа III д’
Франсуа III д’Аркур (фр. François III d'Harcourt; 1627 — 23 мая 1705, замок Ла-Майере (Ла-Майере-сюр-Сен), маркиз де Бёврон — французский государственный деятель.

## Биография
Сын Франсуа II д’Аркура, маркиза де Бёврона, и Рене д’Эпине де Сен-Люк. Маркиз де Бёврон, де Бофу и де Майере, граф де Сезанн, барон де Дрюваль.
Был управляющим старого Руанского дворца, 12 октября 1649 года. 12 июня 1651 года назначен вместо отца генеральным наместником губернаторства Верхней Нормандии; зарегистрирован в этой должности парламентом Руана 1 февраля 1658. 4 февраля был назначен почетным советником того же парламента. В 1678 отказался от должности наместника в пользу старшего сына.
2 декабря 1688 пожалован в рыцари орденов короля, получил цепь ордена Святого Духа 1 января 1690.

## Семья
1-я жена (27.04.1648): Катрин Летелье де Турневиль (1628— 26.03.1659), дочь Никола Летелье, сеньора де Турневиля, и Катрин Марк де Ла-Ферте
Дети:
- Анри д’Аркур (1654—1718), герцог д’Аркур. Жена (31.01.1687): Мари Анн Клод Брюлар (ок. 1670 — 15.12.1750), дочь Клода Брюлара, маркиза де Жанлис (ок. 1639 — 1673) и Анжелики де Фабер (1649—1730)
- Оде д’Аркур (26.11.1658 — 07.1692). Раздатчик милостыни короля (1685), аббат Нотр-Дам-де-Мутье в Шампани (1661), ум. в лагере под Намюром
- Мари-Леонор д’Аркур (ум. 1717), монахиня
- Франсуаз-Эжени д’Аркур (ум. 1656)
- Катрин д’Аркур (род. и ум. 4.11.1657)

2-я жена (19.01.1677): Анжелика де Фабер (1649—1730), дочь маршала Франции маркиза Абрахама де Фабера (1599—1662) и Клод Ришар де Клеван (1614—1661), вдова Клода Брюлара, маркиза де Жанлис
Дети:
- Луи Франсуа д’Аркур (1677—1714), граф де Сезанн. Жена (12.09.1705): Мари-Луиза-Катерина де Несмон (ок. 1685 — 1726), дочь маркиза Андре де Несмона и Катрин де Метивье
- Генриетта д’Аркур (1679—1714). Муж (18.03.1708): граф Луи-Мари-Виктор де Бетюн (ок. 1670 — 1744)
- Катрин Анжелика д’Аркур (ум. 1718). Муж (9.1717): Луи де Таларю, маркиз де Шальмазель (1682—1763)